# Гитинов, Идрис Магомедрасулович
Идрис Магомедрасулович Гитинов (8 апреля 1960) — советский борец классического стиля и российский тренер по вольной и греко-римской борьбе, мастер спорта СССР по классической борьбе, Заслуженный тренер России (04.10.2001)

## Биография
По национальности — багвалинец. Родом из села Тлондода. Является первым тренером своих сыновей: Арсена — призёра Олимпийских игр и Шамиля — призёра чемпионата Европы.